# まこみな、オトナになってよ!!
『まこみな、オトナになってよ!!』は、インターネットテレビ局AbemaTVで2016年7月5日から同年12月27日まで配信されていたバラエティ番組である。まこみなの冠番組。

## 番組概要
歌手、ダンサーとして活動する18歳の2人組、まこみなが立派なオトナになるべく、毎週ひとつ「日本語の形容詞」の奥深さを体験学習するまこみな初の冠番組。
怪談話を聞いて「怖い」を体験、サウナで熱波を体験し「熱い」を感じるなど、日本語にたくさんある形容詞の意味を知ってもらい「ゆとり世代」脱却ため、カラダを使って学んでいく。講師役には毎週週替わりでお笑い芸人が付き、進行役も兼ねる。
9月20日配信、第12回では特別編として東京スカイツリータウン「すみだ水族館」2人旅を生中継し、両親からの手紙が読まれる、2016年12月6日には二人の故郷・郡山を訪れる2時間スペシャルを配信するなど、番組後期にはスタート時の趣旨にとらわれず柔軟な構成となり、11月以降はまこみなダンスのコピーを視聴者から募集するコーナー「まこみな動画ダンス部」もスタートしていた。
なお、まこみな2人は本番組以前にAbemaTVの番組宣伝番組「AbemaTVナビ」を任されており、同番組の6月30日配信分で当番組の開始がサプライズ発表されていた。

## 出演者

### レギュラー
- まこみな（まこ、みなみ）

## スタッフ
- 制作協力：スピングラス[7]
- 制作著作：AbemaTV

## 音楽

### 主題歌
- 「キミがいてよかった」まこみな（ユニバーサルミュージック）